# Эйвазова, Бибиниса Алигусейн кызы
Бибиниса Алигусейн кызы Эйвазова (азерб. Bibinisə Əlihüseyn qızı Eyvazova; 1928, Сальянский уезд — 1984, Сальянский район) — советский азербайджанский хлопковод, Герой Социалистического Труда (1979).

## Биография
Родилась в 1928 году в селе Шорсулы Сальянского уезда Азербайджанской ССР (ныне село в Сальянском районе).
С 1943 года — колхозница, поливальщица колхоза имени М. Ф. Ахундова Сальянского района.
Бибиниса Эйвазова проявила себя на работе умелым, требовательным к себе и окружающим, опытным рабочим. Работая в полеводческой бригаде, Эйвазова заинтересовалась поливом растений, и со временем перейдя в новую бригаду, стала первой женщиной-поливальщиком в колхозе. По предложению Бибинисы Эйвазовой в колхозе было организовано комсомольско-молодёжное звено и появились новые поливальщицы, проходившие школу Эйвазовой. Сальянский район был одним из самых засушливых в республике, засоленные почвы занимали большую часть территории района, наблюдались серьёзные проблемы с мелиорацией. Однако Бибинису Эйвазову и ее звено это не останавливало — они начали создание оптимального водного режима для роста хлопчатника и уменьшения реставрации засоления, первыми в районе перешли на промывные поливные нормы. Коллектив звена устанавливал объём воды для полива судя по грунтовым водам, поливая хлопчатник 4-5 раз поливной нормой от 900 до 1000 кубометров на гектар. В колхозе долгое время применялся метод дембовых проливок, когда вода подавалась на крупные карты без чеков, из-за чего сильно увеличивались промывные нормы, но благодаря стараниям Эйвазовой этот нерационализированный метод был искоренён; по предложению Бибинисы Эйвазовой при составлении плана промывок необходимо было учитывать необходимость создания наряду с опреснением определенного запаса влаги в почве, что дало возможность получения полноценных всходов хлопка без подпитывающего полива. По предложению поливальщицы в колхозе впервые был применен поливной агрегат ППА-165, но применяли этот агрегат с дополнительными модификациями инженера колхоза: агрегат оснастили двумя комплектами транспортирующего и поливного трубопроводов, что значительно сокращало время перемещения агрегата с места на место; по результатам применения агрегата производительность труда в звене выросла в два раза. Бригада, в которой трудилась Эйвазова досрочно завершила план восьмой и девятой пятилеток. План девятой пятилетки бригада выполнила за 3 года, получив 11 тысяч тонн хлопка-сырца вместо плановых 6,2 тысяч. В 1978 году бригада при непосредственном участии Бибинисы Эйвазовой получила высокий урожай хлопка — 44 центнера с каждого гектара.
Указом Президиума Верховного Совета СССР от 12 апреля 1979 года за выдающиеся успехи, достигнутые в производстве и продаже государству зерна и других продуктов земледелия в 1978 году, и высокие образцы трудового героизма Эйвазовой Бибинисе Алигусейн кызы присвоено звание Героя Социалистического Труда с вручением ордена Ленина и золотой медали «Серп и Молот».
Активно участвовала в общественной жизни Азербайджана. Член КПСС с 1961 года. Депутат Верховного Совета Азербайджанской ССР 10-го созыва.
Скончалась в 1984 году в родном селе.